# Törökhányás
A Törökhányás (néhol: Törökhagyás) Somogy vármegye egyik 14. századból származó várának maradványa. Bár a Somogysárdhoz tartozó Sörnyepusztához van legközelebb, közigazgatásilag Mezőcsokonyához tartozik.

## Története és leírása
A 108 magyar nemzetség egyikének, a Bő nemzetségnek volt egy rangosabb, Sörnyei nevű ága. Ehhez a családhoz tartozott például az a Miklós fia Miklós deák is, aki Sörnyén lakott, és akiből alországbíró és ítélőmester vált. Bár konkrét, bizonyítható adat nincs róla, de elképzelhető, hogy a Sörnye közelében fekvő, ma Törökhányásnak nevezett vár ehhez a családhoz köthető. A vár minden bizonnyal a török időkben pusztult el, később sem építették újjá.
A várból ma már falak nem maradtak, csak földsáncok és árkok jelzik a helyét. Teljes területe 58 m × 52 m. Központi része egy kerek (ovális), lapos tetejű, 39 m × 28 m kiterjedésű domb, amelyet a domb azonos magasságú folytatásától egy meredek falú, több méter mély árok választ el. Ezen az árkon kívül három irányban (északon, nyugaton és délen) meredek oldal lejt a széles, mocsaras völgy irányába. Az árokhoz a keleti oldalon, a domb folytatása felé egy észak-déli irányú, meredek falú bevágás csatlakozik, ami lehetséges, hogy szintén a vár védelmi rendszerének részét képezte.
A várdombtól északra és keletre is egy-egy kisebb vízfolyás húzódik, a területet pedig sűrű erdő borítja. Ma gépjárművel nem közelíthető meg, és gyalog is csak olyan erdei ösvényeken, amelyek időnként (időjárástól és évszaktól függően) nehezen járhatók.

## Képek

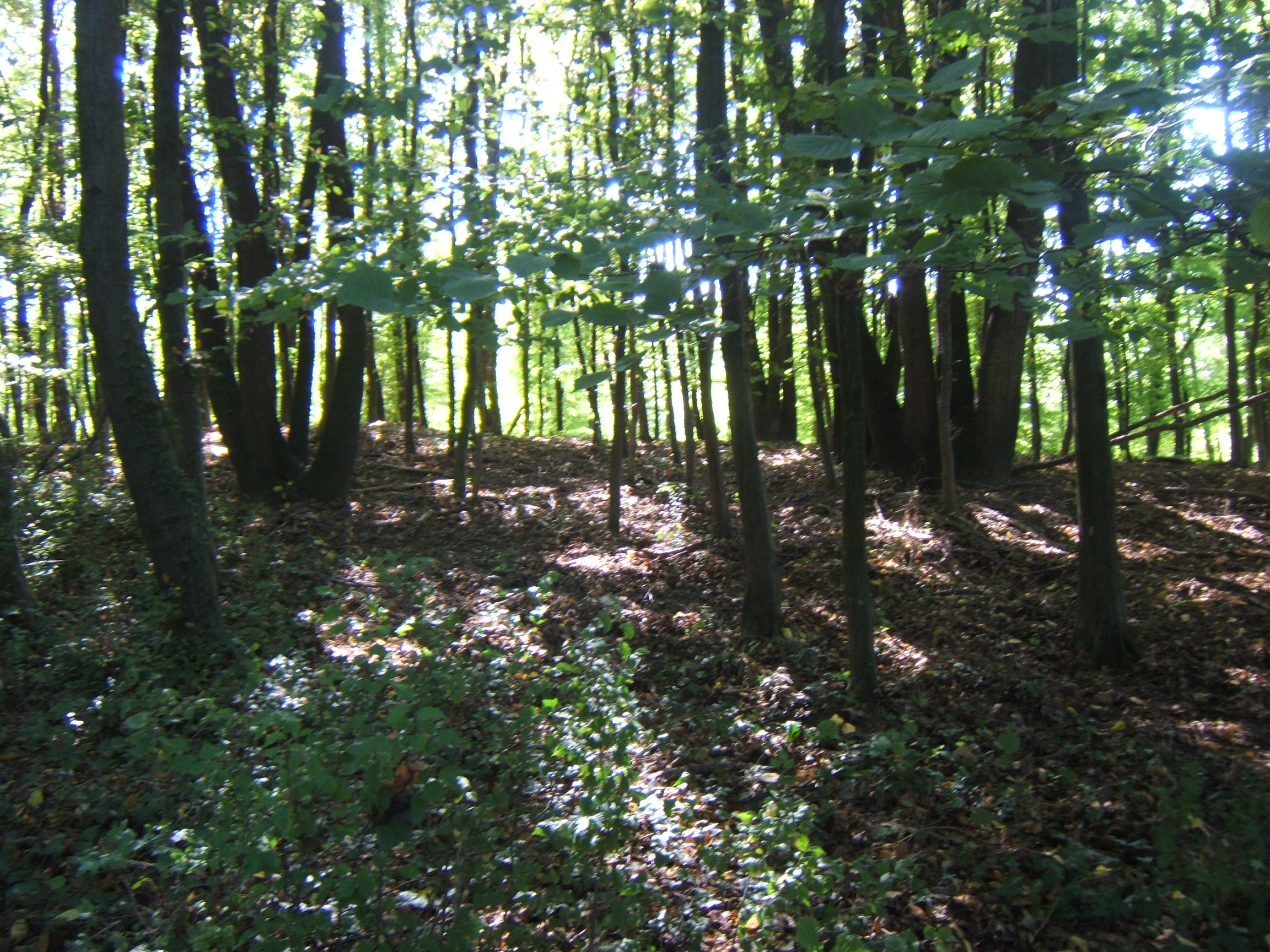
A központi plató
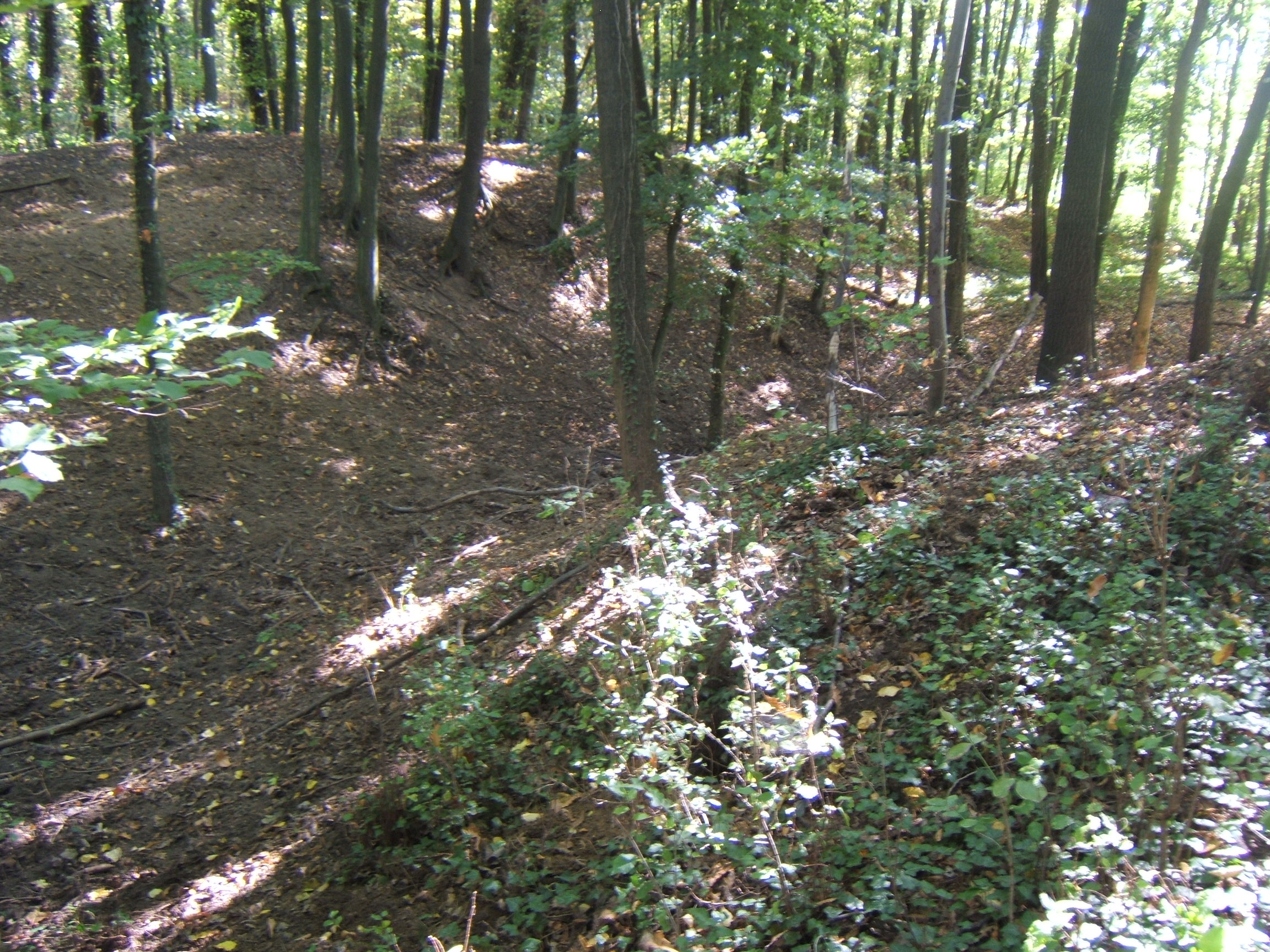
Árok
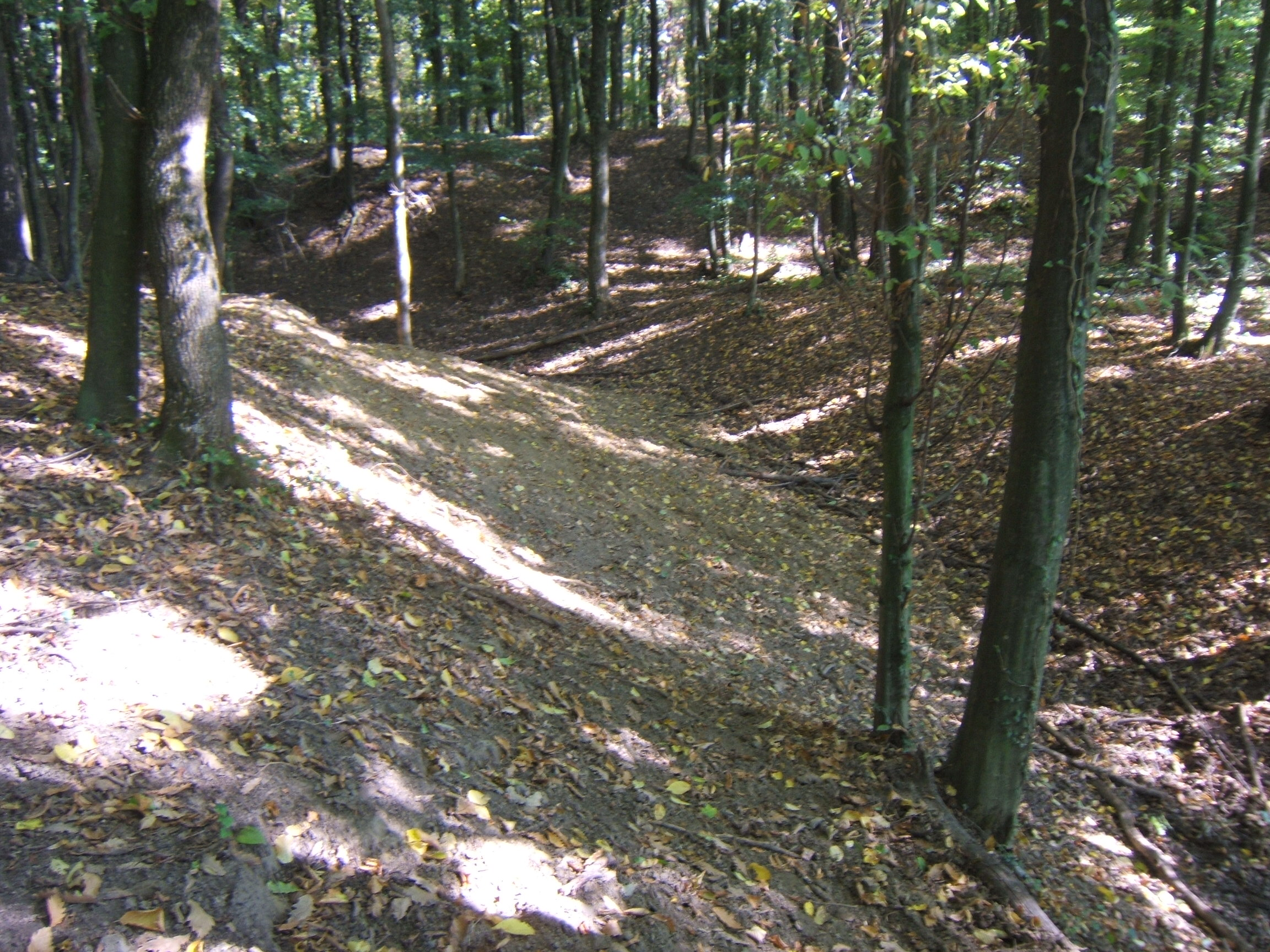
Árok